# Iselin
Iselin è un census-designated place degli Stati Uniti, nella contea di Middlesex, nello Stato del New Jersey.
Nel 2010 contava 18.695 residenti.